# Ренд Еветт
Ренд Еветт (англ. Rand Evett; нар. 1 березня 1954) — колишній американський тенісист.
Найвищу одиночну позицію світового рейтингу — 219 місце досяг 3 січня 1983, парну — 83 місце — 2 січня 1984 року.
Найвищим досягненням на турнірах Великого шолома було 3 коло в парному розряді.

## Фінали ATP Челленджер

### Парний розряд: 1 (0–1)
| Результат | Дата     | Турнір           | Покриття | Партнер      | Суперники                     | Рахунок       |
| --------- | -------- | ---------------- | -------- | ------------ | ----------------------------- | ------------- |
| Поразка   | Кві 1983 | Ашкелон, Ізраїль | Тверде   | Родні Кроулі | Стефан Свенссон Гюб ван Букел | 4–6, 6–4, 3–6 |